# Боровик, Александр Иванович
Александр Иванович Боровик (5 февраля 1969) — советский, украинский и российский футболист, выступавший на позиции защитника и полузащитника. Сыграл 15 матчей в высшей лиге Украины.

## Биография
Воспитанник футбольной школы киевского «Динамо». На профессиональном уровне дебютировал в последнем сезоне чемпионата СССР в составе «Динамо» из Белой Церкви. На следующий год выступал за эту же команду, переименованную в «Рось», в первой лиге независимой Украины.
В мае 1992 года перешёл в харьковский «Металлист». Дебютный матч в новой команде сыграл 14 мая 1992 года в полуфинале Кубка Украины против донецкого «Шахтёра», выйдя на замену на 40-й минуте вместо Юрия Миколаенко. В чемпионате Украины первый матч сыграл 18 мая против «Днепра». Стал финалистом Кубка Украины 1992 года, в финальном матче против «Черноморца» (0:1) вышел на замену на 91-й минуте вместо Олега Касторного. Всего в составе «Металлиста» сыграл 15 матчей в высшей лиге Украины — 5 в первом сезоне и 10 — во втором, а также 5 матчей (1 гол) в Кубке страны.
Весной 1993 года перешёл в российский «Газовик-Газпром». В составе этого клуба выступал в течение шести сезонов и принял участие в 188 матчах первого и второго дивизионов. В 1995 году стал победителем зонального турнира второго дивизиона. После ухода из ижевского клуба в течение одного сезона выступал за «КАМАЗ-Чаллы».
В 2000 году завершил профессиональную карьеру и вернулся на Украину, затем ещё несколько лет выступал за украинские любительские клубы.